# Jardin du Lautaret
Pour les articles homonymes, voir Lautaret.
Le jardin du Lautaret est un jardin botanique alpin d'altitude (2 100 mètres) du massif alpin, situé au col du Lautaret, sur le territoire de la commune de Villar-d'Arêne, dans le département français des Hautes-Alpes. Il est l'un des plus anciens jardins botaniques alpins d'Europe. C'est aussi un centre de recherche scientifique et un organisme permettant la diffusion de connaissances scientifiques auprès du grand public.

## Présentation

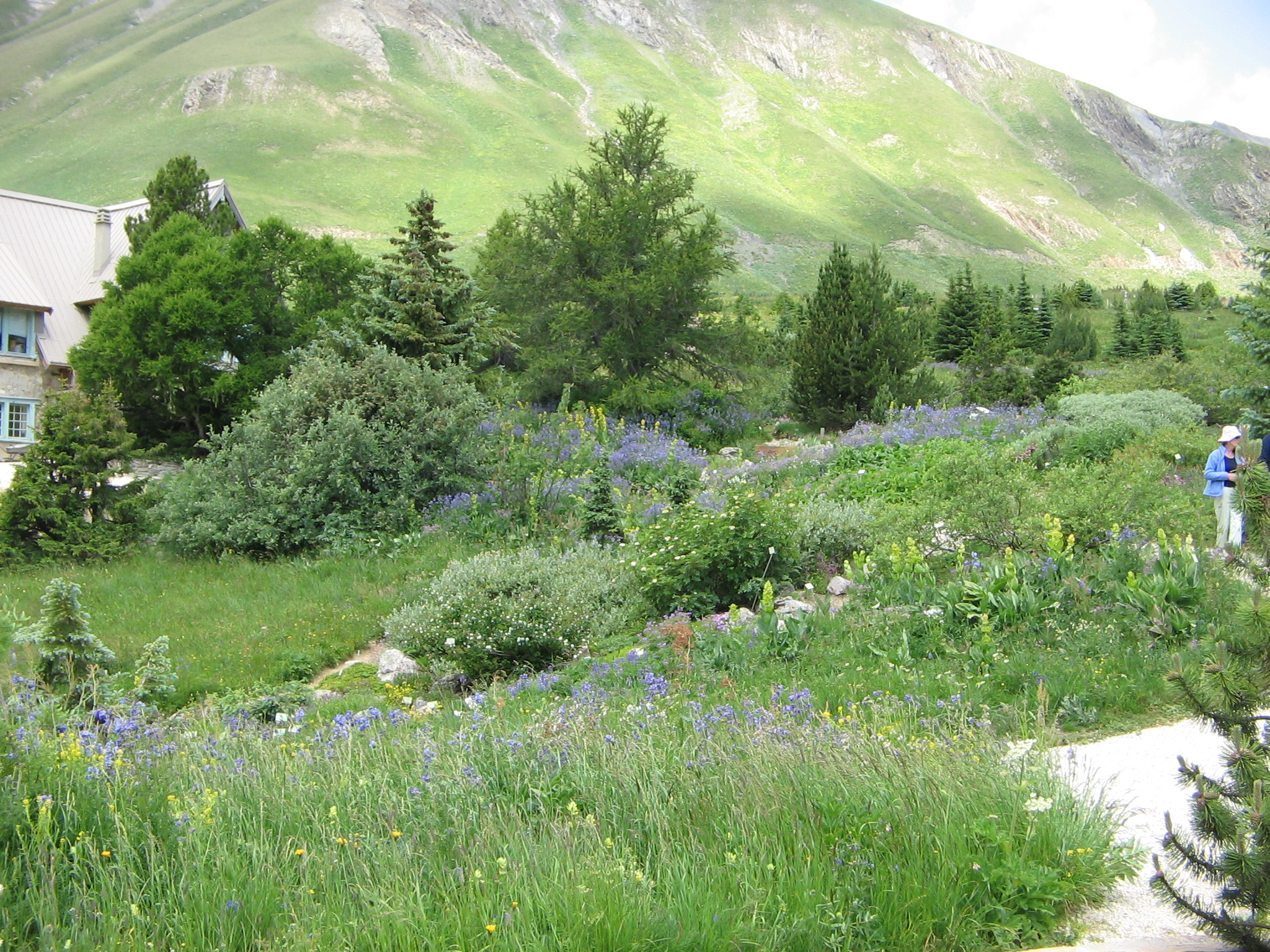
Le Jardin du Lautaret.

Créé en 1899 par le botaniste Jean-Paul Lachmann,,,, le jardin du Lautaret est, avec l'arboretum Robert Ruffier-Lanche, l'un des sites de la station alpine Joseph-Fourier, une structure de l'Université Grenoble-Alpes et du CNRS (UMR 2925). Un « chalet-laboratoire » a été ouvert sur place en 1989 pour l'étude in situ des plantes de montagne. Réservé à la recherche scientifique, il reçoit chercheurs et étudiants. Le jardin est ouvert au public du 2 juin au 23 septembre. Inaugurée en 2016, la Galerie de l'Alpe, située à l'entrée du jardin, offre des locaux plus adaptés à la recherche ainsi qu'à l'accueil du public et à la formation.

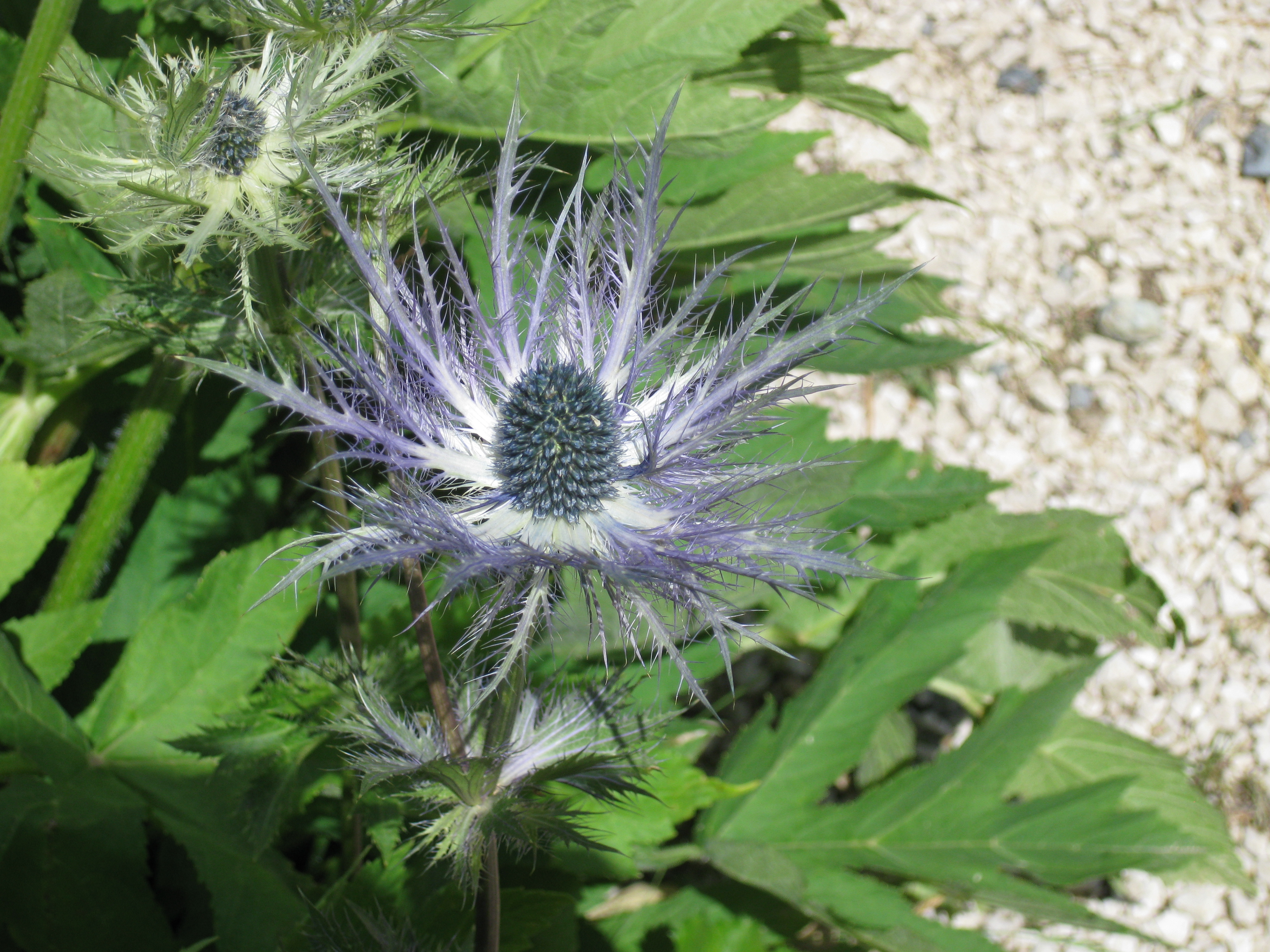
Panicaut des Alpes, aussi nommé chardon bleu des Alpes (Eryngium alpinum).

Il rassemble plus de 2 000 espèces végétales de montagne (flore des Alpes et espèces issues des montagnes des cinq continents) et des régions arctiques, sur une étendue de deux hectares. La flore rassemblée dans le jardin est organisée sous forme de rocailles thématiques, c'est-à-dire de massifs regroupant les espèces par biotopes, par familles, etc.
Une tufière est également présente sur le site du jardin alpin. Âgée de plus de 14 000 ans, elle est la plus ancienne tufière actuellement connue à cette altitude (2 100 m). C'est un milieu remarquable, protégé à plusieurs titres, dont dans le cadre du réseau Natura 2000. Elle accueille une flore variée et son étude a permis de découvrir certains caractéristiques de l'histoire et de l'évolution du lieu. Une partie de la tufière a servi dans les siècles passés à l'élévation de certaines constructions de la commune de Villar-d'Arène, notamment l'église, ainsi qu'à la construction de certaines rocailles du jardin,,,.
Le jardin a été labellisé « Jardin remarquable » par le Ministère de la Culture et de la Communication (Direction de l’architecture et du patrimoine) en 2005, label qui a été reconduit en 2015.
Il est également agréé par l'association Jardins botaniques de France et des pays francophones et sa collection de végétaux des zones alpines est labellisée par le Conservatoire des collections végétales spécialisées,.
Le 9 juin 2016, le secrétaire d’État à l’Enseignement supérieur et à la Recherche, Thierry Mandon, a visité les installations scientifiques de la station alpine Joseph Fourier, à laquelle appartient le jardin du Lautaret, reconnaissant que l'« on peut faire de la science de très haut niveau ici dans les Hautes-Alpes, de très haut niveau mondial ».
Aux alentours de 2016, le site accueille 20 000 visiteurs par an.

## Histoire et contexte

### 1899: création des jardins alpins du Lautaret et de Villar-d'Arêne

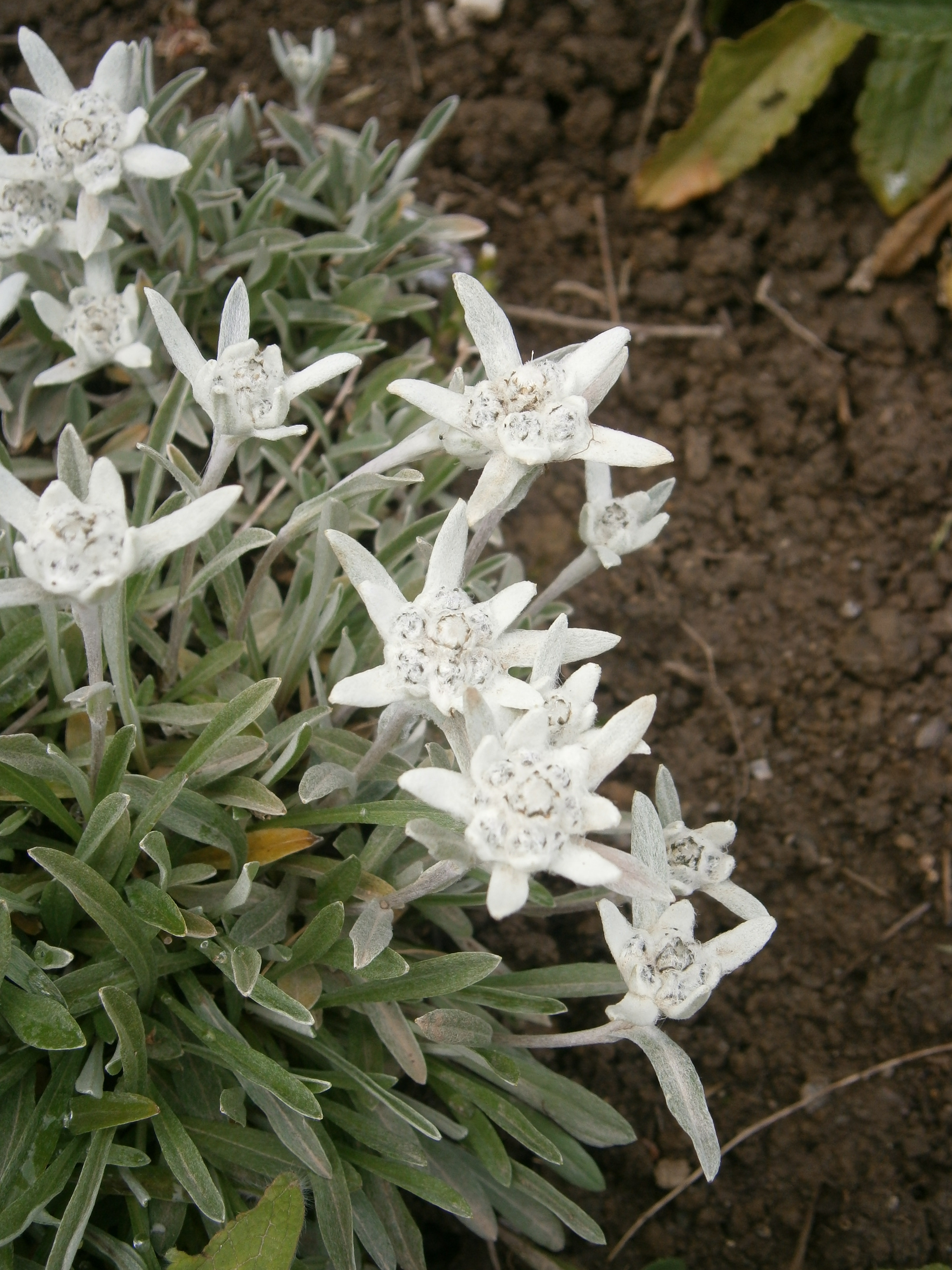
Leontopodium kamtschaticum.

Le site du col du Lautaret et ses alentours avaient déjà été remarqués au XVIIIe siècle par Dominique Villars, savant haut-alpin, pour la grande diversité de ses plantes, plus de 1500 espèces. Cette quantité d'espèces correspond au tiers de la flore française au début du XXIe siècle,. Le col du Lautaret est situé à la frontière à la fois des Alpes du sud et des Alpes du Nord, mais aussi des Alpes externes humides à l'ouest et des Alpes internes sèches à l'est, ce qui le place dans lune zone de transition entre des influences climatiques différentes. Il est également balayé par les vents, ce qui l'assèche. De plus, les alentours présentent des sols variés, avec notamment des massifs sédimentaires (massifs du Galibier et des Cerces) au nord et cristallins au sud (Combeynot et Écrins), ainsi que des reliefs accentués et des vallées pour certaines orientées est-ouest qui offrent un adret et un ubac ayant des conditions d'ensoleillement très différents. Enfin, l'action de l'humain au fil des siècles a fait que l'étage subalpin qui entoure le col du Lautaret est non pas occupé par des forêts de mélèzes mais constitué de prairies, entretenues jusqu'au XXe siècle par le fauchage et par le pâturage.
Dès la fin du XIXe siècle, avec les débuts du tourisme dans les Alpes du sud, le col du Lautaret, grâce à la beauté de ses paysages et au fait qu'une voie carrossable le dessert, devient un lieu touristique très fréquenté. L'un des hôtels bâtis au col (en 1914) appartient alors à la Compagnie des chemins de fer de Paris à Lyon et à la Méditerranée (PLM).
C'est grâce à ce contexte exceptionnel que le jardin du Lautaret est créé en 1899 par le professeur Jean-Paul Lachmann,,, titulaire de la chaire de botanique à la Faculté des Sciences de Grenoble,, avec le souhait de développer à la fois un site de recherche et un lieu accessible aux visiteurs à valeur pédagogique. Le site du jardin n'est pas encore à l'emplacement qu'il occupera eu début du XXIe siècle. Le professeur avait auparavant mis en place un jardin alpin à Chamrousse (Isère) en 1894 — toutefois, celui-ci étant peu accessible à l'époque, il fermera en 1905. Dans le même temps qu'est créé le jardin au Lautaret, un autre prend place au chef-lieu de Villar-d'Arène, en vue de permettre une étape dans l'adaptation de plantes exotiques avant qu'elles ne soient placées dans le jardin du Lautaret, mais aussi pour étudier l'acclimatation et le développement de plantes agricoles issues d'altitudes plus basses. En 1899, le jardin du Lautaret compte des plantes des Alpes occidentales (500 espèces), des Pyrénées, du Caucase, mais aussi de l'Himalaya.

### Début duXXesiècle: évolutions et développement du jardin du Lautaret
De 1908 à 1930 — Jean-Paul Lachman étant mort en 1907 —, le botaniste Marcel Mirande devient titulaire de la chaire de botanique à l'université de Grenoble et le directeur du jardin du Lautaret,,. Lorsqu'il entre en fonctions, il est concerné par les trois jardins alpins : celui de Chamrousse, celui situé à côté de Villar-d'Arêne, et celui du Lautaret ; il constate que celui de Chamrousse (le plus ancien) a disparu et celui de Villar-d'Arêne dépérit, et les crédits sont limités : il décide donc de les clore et de privilégier celui du Lautaret, qui n'est pas encore terminé. Dès 1910, 2 000 espèces végétales se trouvent dans ce jardin. Une pièce du chalet-hôtel des glaciers, tout proche, sert alors de laboratoire ; des mesures météorologiques sont également effectuées. À Grenoble, Marcel Mirande loue dès 1910 un petit jardin qui permet d'obtenir des semis (plus précoces dans cette plaine à une altitude plus basse), ainsi qu'une culture de plantes et un lieu d'expérimentation pour le laboratoire de botanique de l'université.

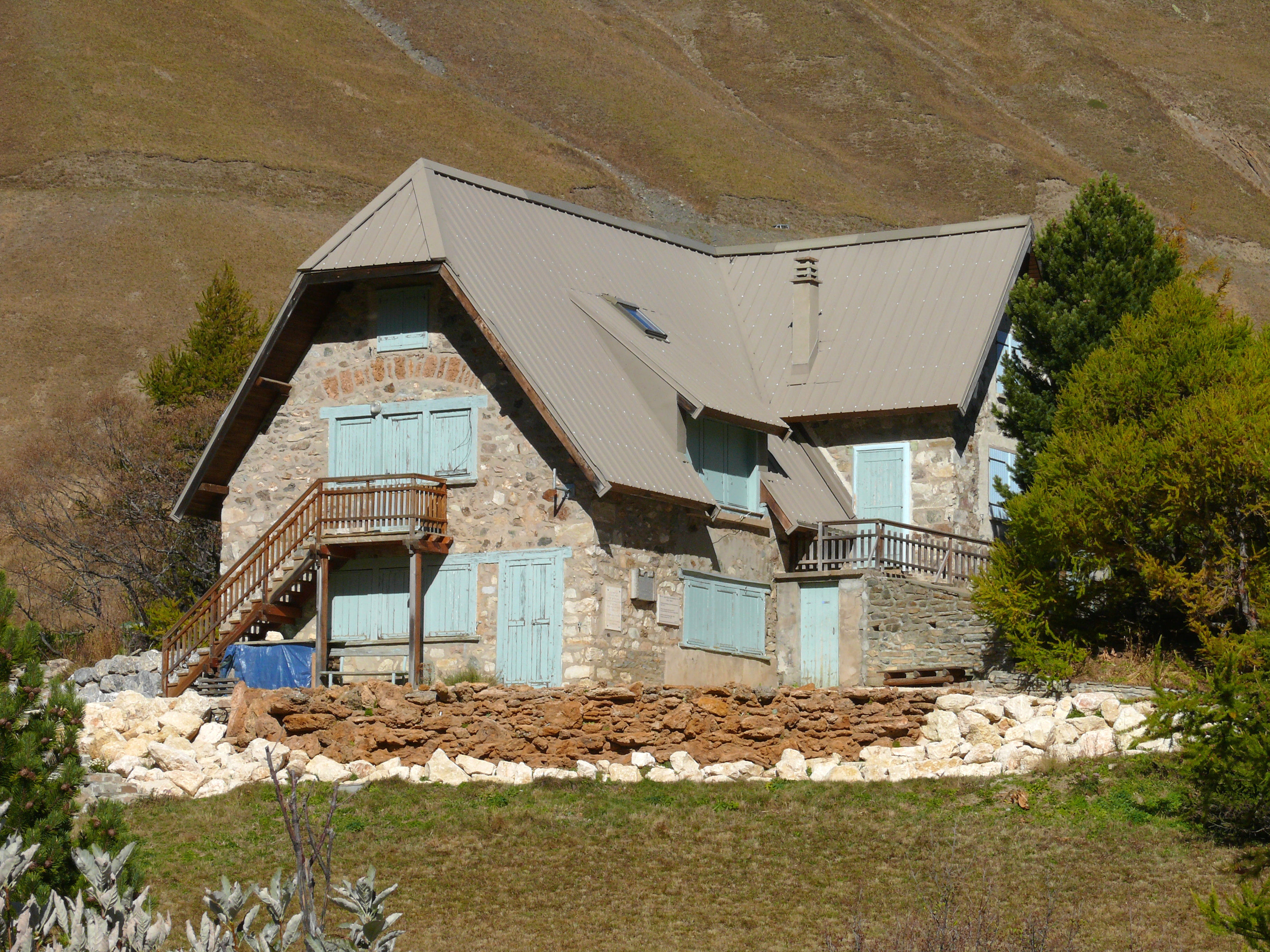
Le chalet Mirande du jardin du Lautaret.

En 1919, la création d'une nouvelle route reliant le col du Lautaret au col du Galibier, appartenant au tracé de la Route des Alpes, impose le déplacement du site du jardin alpin ; ceci s'accompagne de la construction d'un « chalet laboratoire » (nommé ultérieurement chalet Mirande), le tout grâce au Touring Club de France, à la compagnie Paris-Lyon-Marseille (PLM), à l'hôtelier voisin Alexandre Bonnabel, ainsi qu'au botaniste, géographe et prince Roland Bonaparte, la Société nationale d'horticulture de France et l'office national du tourisme. Le chalet abrite les logements du personnel, un petit laboratoire et un musée d'ethnographie créé par Hippolyte Müller, le créateur du Musée dauphinois de Grenoble en 1906. Le musée, nommé « Musée de l'économie domestique alpine du Lautaret » et créé en 1920, présente alors des reconstitutions des intérieurs des habitations alpines et regroupe de nombreux objets issus des Hautes-Alpes ; il disparaîtra au début des années 1930 avec la mort d'Hippolyte Müller. En 1922, plus de 1000 personnes ont visité le musée, et plus de 5 000 personnes ont visité le jardin. Durant cette période, le jardin du Lautaret profite notamment à des activités de recherche du botaniste Jules Offner du Laboratoire de botanique de la Faculté des Sciences de l'Université de Grenoble, avec Roger Heim, ainsi qu'à celles de Marcel Mirande sur la biochimie des plantes. Les recherches scientifiques au jardin alpin sont liées à l'agronomie alpestre, l'acclimatation d'essences forestières, des études botaniques alpestres, l'accueil de chercheurs et la fourniture de matériel scientifique. Un petit musée de minéralogie, destiné à illustrer la diversité géologique des environs, existe aussi : une partie des échantillons est encore conservée dans le jardin du Lautaret de nos jours.
Entre 1930 — date de la mort de Marcel Mirande — et 1954, le botaniste René Verriet de Litardière devient directeur du jardin du Lautaret mais il ne visite guère ce jardin et l'entretien est géré dès 1931 par le chef de culture qu'il a embauché : Auguste Prével,,,. En 1934, le jardin est désigné comme faisant partie des « monuments naturels et les sites de caractère artistique, historique, scientifique, légendaire ou pittoresque » par le ministère de l'éducation nationale.

### À la suite de la seconde guerre mondiale, dépérissement puis renouveau
Vers la fin de la seconde guerre mondiale, en 1944, lors du passage de soldats de l'armée allemande au col du Lautaret, plusieurs installations du col sont inspectées et l'hôtel PLM incendié ; plusieurs hommes sont pris en otages, certains fusillés sur place, d'autres, dont Auguste Prével, mourront dans l'explosion d'une mine lors de la traversée du tunnel du Chambon, plusieurs kilomètres en aval,, ; par la suite, le jardin et ses installations sont délaissés. Mais, en 1950, Lucie Kofler, scientifique, professeure spécialisée en biologie et en physiologie végétale, et cheffe de travaux à l'Institut de botanique de l'université de Grenoble, soutenue par le doyen Moret, géologue et naturaliste, permet la remise en route du jardin, avec un nouveau chef de cultures : le botaniste Robert Ruffier-Lanche (1912-1973). Le Touring club de France aide également à cette reconstruction. Le botaniste Jules Offner participe également activement à la reconstruction du jardin. En 1953, le jardin compte 3 000 espèces végétales, comme cela fut le cas dans les années 1930, avant la période de la guerre qui avait vu ce nombre réduit à environ 150 ou 200 espèces.
De 1955 à 1983, la Station alpine Joseph-Fourier est dirigée par Paul Ozenda,,, botaniste français spécialiste du peuplement végétal du Sahara et du massif alpin. Robert Ruffier-Lanche est toujours chef de cultures au jardin du Lautaret ; il organise également des stages de botanique, participe à des congrès internationaux, publie des articles scientifiques, réalise un herbier de plantes des environs du jardin et des fiches lui ayant permis de noter le suivi des plantes qu'il cultivait. Dans les années 1960, le jardin compte environ « 6 000 espèces, variétés et formes ». Cependant, après la mort de Robert Ruffier-Lanche, l'université supprime le poste de chef de culture du jardin et celui-ci connaît une période difficile jusqu'au début des années 1980[réf. à confirmer],.

### Les années 1980: un nouveau souffle

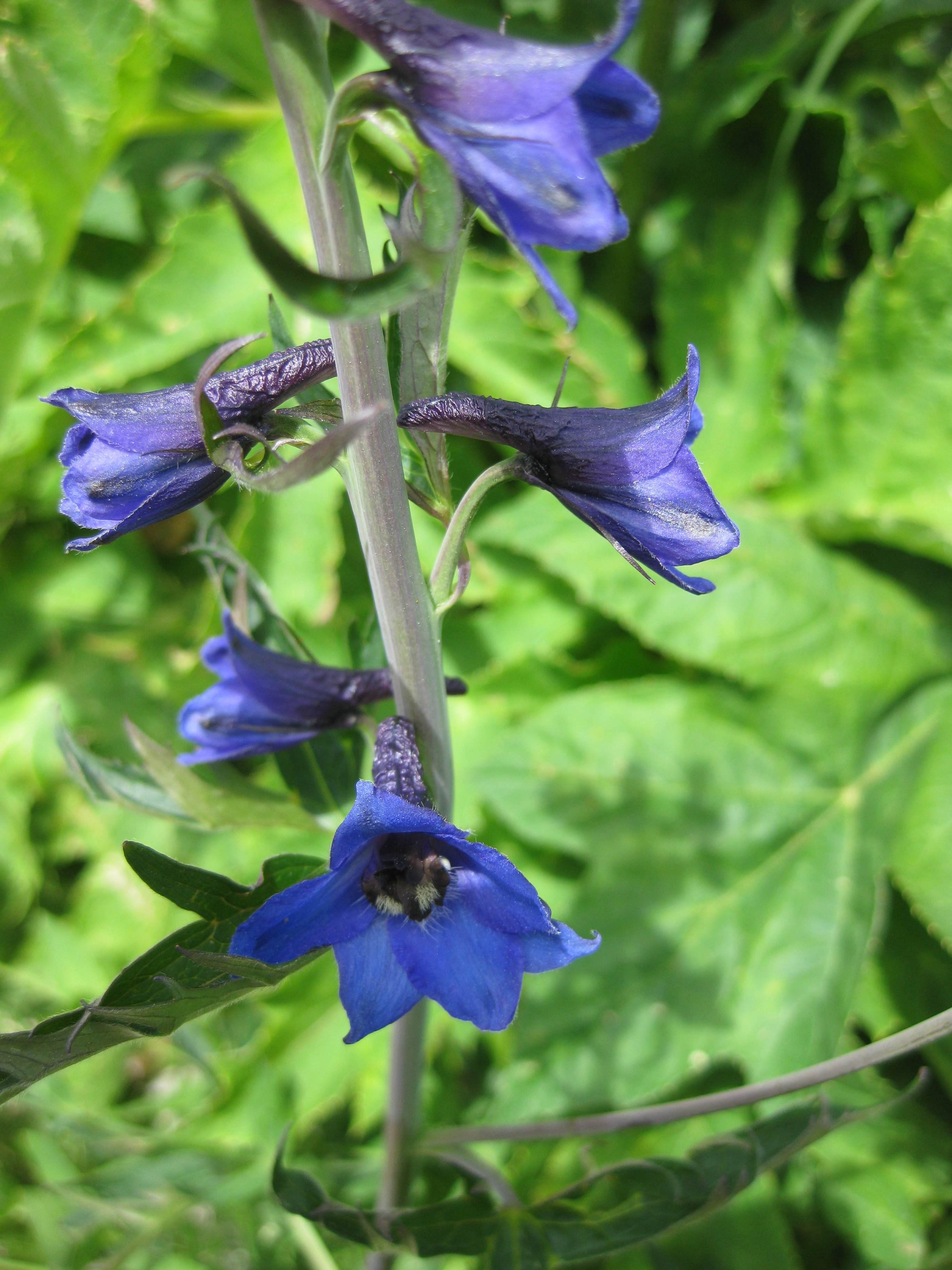
Delphinium elatum.

En 1981, Gérard Cadel (1934-2021) reprend le flambeau et devient directeur du jardin ; son chef de culture est José Lestani. Trois ans plus tard, les finances du site sont délégués par l'université à la toute nouvelle Association des amis du jardin alpin (AJAL) qu'a fondée ce nouveau directeur ; le jardin est alors en recherche de subventions et dans une étape de promotion intense, ce qui aboutit dès l'année suivante à sa visite par 25 000 visiteurs. Cette époque voit des chercheurs, des enseignants-chercheurs, des enseignants de lycée et des bénévoles proposer des visites guidées gratuites du lieu. Par la suite, des travaux permettent d'entretenir et faire évoluer le jardin. 1989 voit la création d'un second bâtiment : le Chalet-Laboratoire, équipé de matériel moderne et pouvant accueillir une douzaine de chercheurs, français et étrangers. Cette structure n'a alors pas d'équivalent en Europe. Ce nouveau chalet est issu de l'initiative du chercheur Richard Bligny — qui deviendra directeur du jardin entre 2002 et 2005 — et de Roland Douce, alors directeur du laboratoire de physiologie cellulaire et végétale au CEA-Grenoble, dans lequel Richard Bligny œuvre. Le bâtiment accueille également des congrès scientifiques. Les années 1990 voient les recherches scientifiques sur le lieu, auparavant essentiellement agronomiques, s'intéresser à la physiologie et au fonctionnement de la flore alpine. Toutefois, des difficultés apparaissent entre l'association qui gère les finances du jardin et les activités de recherche ; 1999 voit le départ de Gérard Cadel de la direction, les trois années suivantes connaissent des tensions pour la direction, puis, en 2002, la situation est clarifiée, tandis que l'université de Grenoble reprend l'intégralité de la gestion du site.

### À partir de 2005: label CNRS et cotutelle entre CNRS et université de Grenoble

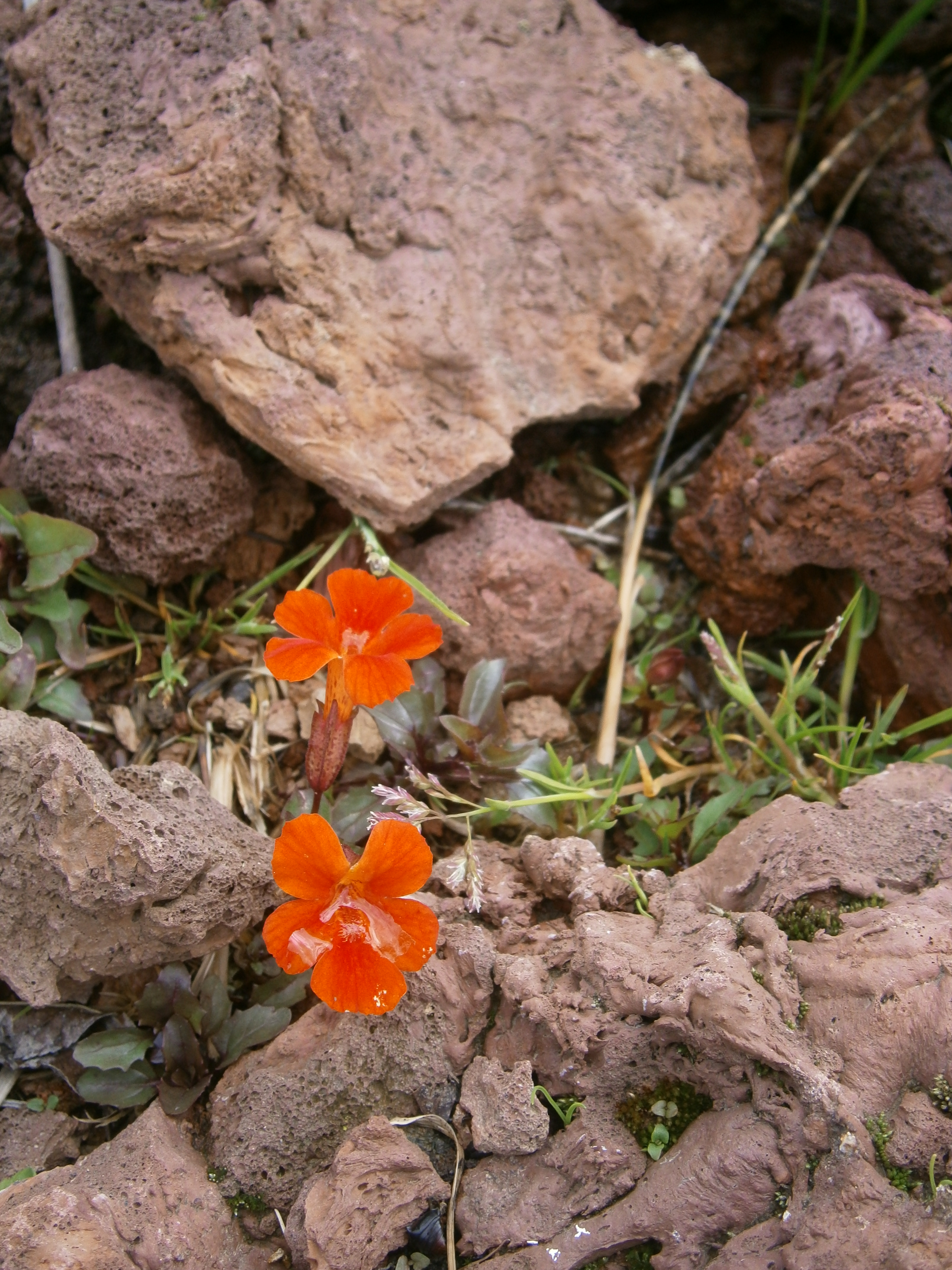
Mimulus cupreus, plante de Patagonie installée au Jardin Botanique Alpin du Lautaret, photographiée le 23 juillet 2014.

À la fin des années 1990 et durant les années 2000, le jardin du Lautaret reçoit différentes distinctions et labels, dont, en 1998, le « label conservatoire des collections végétales spécialisées » (CCVS). En 2005, le chercheur Serge Aubert (1966-2015), maître de conférences de physiologie végétale à l'université de Grenoble et engagé depuis plusieurs années dans les activités du jardin, en devient le directeur ; grâce à son engagement, cette même année, le jardin du Lautaret est reconnu par le Centre national de la recherche scientifique (CNRS),,, qui en prend la cotutelle avec l'université de Grenoble (avec création de la « Station alpine Joseph Fourier »), et le label « Jardin remarquable » lui est attribué par le ministère de la culture et de la communication. La station alpine Joseph Fourrier est une Unité mixte de services qui rassemble le jardin du Lautaret, le Chalet-Laboratoire et l'Arboretum Robert Ruffier-Lanche situé sur le campus de Grenoble. Également en 2005, la région Rhône-Alpes nomme le site « Observatoire de la biodiversité alpine au sein du pôle régional de l’environnement Envirhônalp ». Le premier Congrès international des Jardins alpins et arctiques (International Congress of Mountain and Arctic Botanical Gardens) a lieu du 6 au 9 septembre 2006 sur le site, avec pour thème : Quel avenir pour les Jardins Botaniques d’altitude et/ou arctiques ?. Le grand prix de la Fondation Prince Louis de Polignac 2007 (fondation reconnue d’utilité publique en 1997) est attribué au jardin du Lautaret pour sa contribution à la recherche en biologie alpine, sur proposition de l'Académie des sciences,. La période voit le jardin se développer, tant dans son rayonnement scientifique que touristique ; cette évolution s'accompagne de nouvelles installations, mais aussi d'un élargissement des activités, avec notamment l'édition des « Cahiers illustrés du Lautaret » et des résidences d'artistes. En 2015, le professeur Jean-Gabriel Valay devient directeur du jardin alpin. Le 29 juin 2016, la Galerie de l'Alpe est inaugurée. Elle offre un espace plus vaste et mieux approprié à l'accueil des visiteurs, la recherche et la formation que les bâtiments existants jusque-là,,. L'édifice a été bâti sur l'emplacement de la ruine de l'ancien hôtel-restaurant PLM qui demeurait à proximité de l'entrée du jardin botanique. Elle a été réalisée grâce à des financements de l’État français, l'Union Européenne et les collectivités territoriales. Dans les années 2000-2020, le jardin botanique — ouvert aux visites durant la saison estivale — accueille environ 18 000 à 20 000 visiteurs par an,. En 2024, il obtient de la Fondation Signature et du ministère de la culture le « Prix de l'art du jardin »,,,, lors de la cinquième édition de ce prix.

## Collections

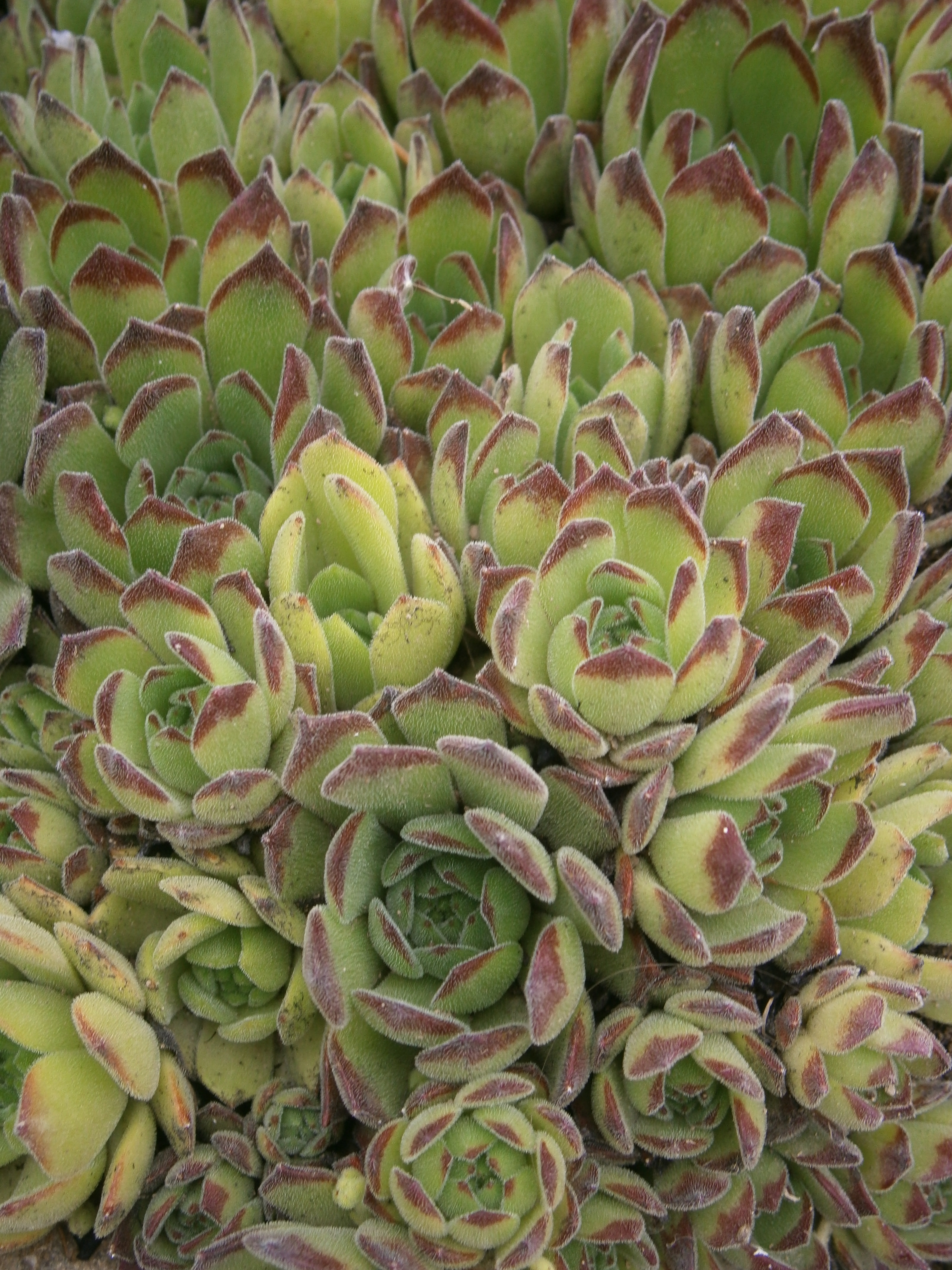
Sempervivum grandiflorum.

Plusieurs collections sont gérées par ce jardin alpin :
- collections vivantes : environ 2 300 espèces issues des montagnes du monde ;
- semences : environ 1 800 espèces (échanges uniquement entre institutions) ;
- herbier : environ 15 000 parts (Herbier de l'université de Grenoble) ;
- bibliothèque de biologie alpine : environ 2 000 titres liés à la botanique, la flore et la végétation des montagnes du monde ;
- images : plus de 100 000 images[46], comprenant des photographies d'espèces de la flore indigène du Lautaret et des Alpes, de la région méditerranéenne et de la Guyane, de montagne alpines tropicales (Venezuela, Équateur, Afrique de l'Est, Cameroun), des Andes chiliennes et de la Patagonie / Terre de Feu, de montagnes australiennes (dont la Tasmanie), et des montagnes de l'île sud de la Nouvelle-Zélande[47].

Le Jardin du Lautaret participe à des échanges de graines entre institutions, ce qui permet d'alimenter ses collections mais également de participer aux collections des autres institutions concernées : à la fin des années 2010, il est en lien avec environ 300 institutions botaniques réparties dans environ 50 pays du monde. Ces échanges sont basés sur des collectes de graines issues des jardins des institutions mais aussi de milieux naturels. En ce qui concerne le Jardin du Lautaret, lorsque les semences sont réceptionnées, elles sont mises en culture pour une première étape à Grenoble, puis elles sont déplacées dans une zone du jardin au Lautaret dans lequel elles s'adaptent aux rayons ultraviolets (l'altitude du jardin faisant que l'épaisseur d'atmosphère filtrant ces rayons est moindre qu'à Grenoble) et aux températures durant une année, avant d'être mises en place dans les parterres et rocailles du jardin. Environ un cinquième à un tiers des graines cultivées arrive à germer, se développer et s'adapter jusqu'à cette mise en place finale. Pour ce qui est de la plante la plus âgée du jardin, il s'agit d'un saule à feuilles de serpolet plus que centenaire.
Les plantes des collections du jardin sont présentées, au début du XXIe siècle, selon différentes organisations : par montagnes et zones géographiques du monde (Alpes, Andes, Atlas, Balkans, Caucase, Himalaya, Japon, Pyrénées, Sierra Nevada, Sibérie…), mais aussi par milieux écologiques pour les plantes régionales (par exemple, une rocaille liée aux « éboulis des étages montagnard et subalpin »), ou selon certaines thématiques telles que l'usage de plantes par l'humain.

## Équipes

### À la tête de la station alpine et du jardin alpin
La station alpine longtemps été dirigée par le directeur du laboratoire de biologie végétale de l'Université de Grenoble. Au fil des ans, se sont succédé : Jean-Paul Lachmann (son créateur en 1899, directeur jusqu'à 1908), Marcel Mirande (de 1908 à 1930), René Verriet de Litardière (entre 1930 et 1954), Paul Ozenda (de 1954 à 1983), Gérard Cadel (à partir de 1981), Richard Bligny (début des années 2000), Serge Aubert (jusqu'en 2015),,, Jean-Gabriel Valay, à partir de 2015, (avec deux directeurs-adjoints : Philippe Choler (directeur adjoint chargé de la recherche) et Rolland Douzet (directeur adjoint chargé du Jardin).

### Autres personnes travaillant au Jardin du Lautaret
En 2024, environ douze personnes sont employées toute l'année par le jardin, comme un responsable du jardin, un chef-jardinier et des jardiniers-paysagistes. Dans les années 2010-2020, des employés saisonniers renforcent les équipes. Le Jardin accueille également des stagiaires, notamment issus de filières de formation horticoles et paysagères. Les visites guidées estivales proposées depuis le début des années 2000 sont animées par des étudiants en troisième année de licence de biologie.

## Accueil et soutien de travaux de recherche et activités annexes

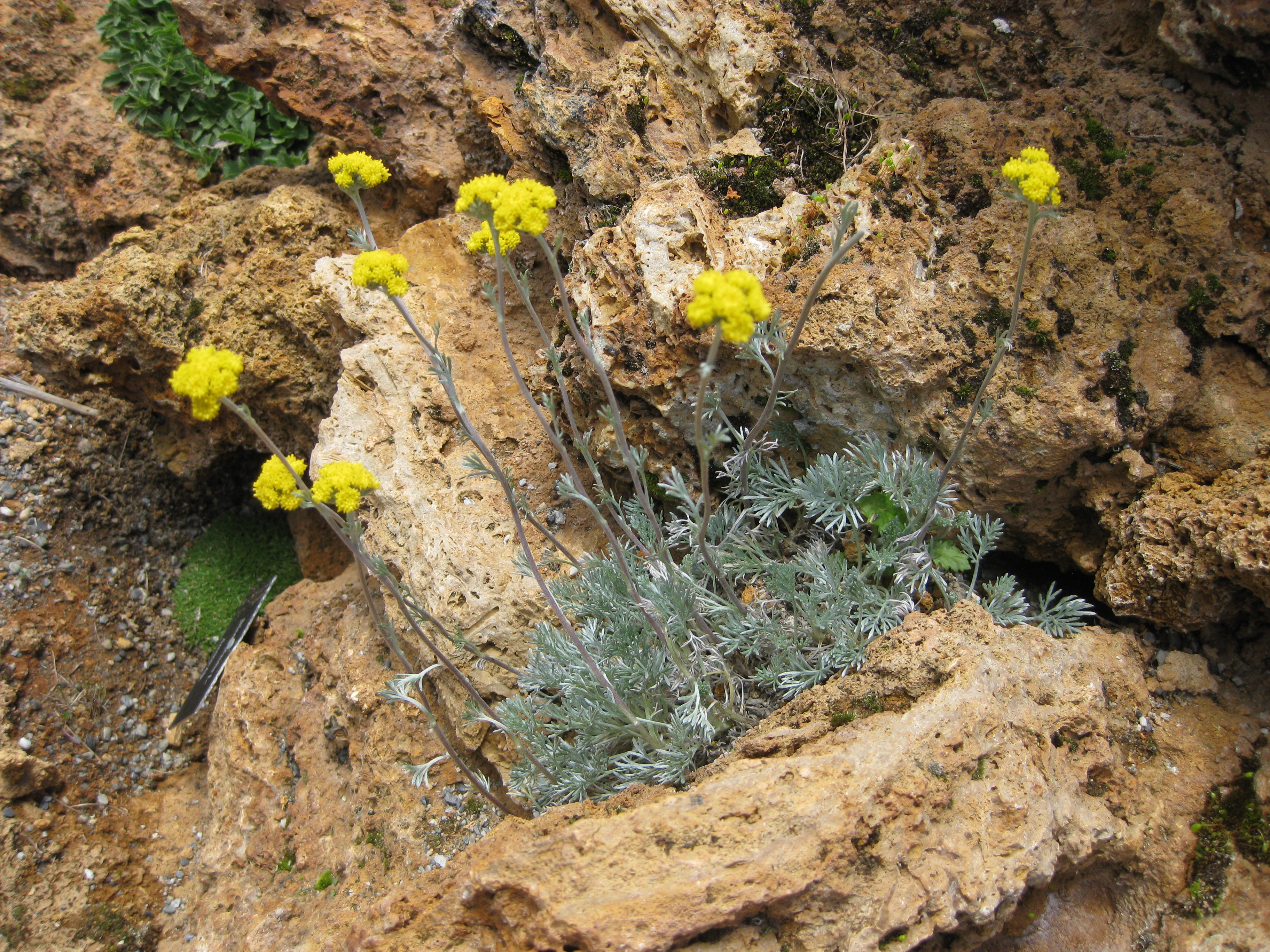
Génépi des glaciers (Artemisia glacialis).

La station alpine Joseph Fourier, à laquelle appartient le jardin alpin, est un centre de recherche reconnu internationalement. De nos jours, elle permet l'étude du fonctionnement de l'écosystème, les prairies subalpines proches étant considérées comme des sentinelles concernant les conséquences des changements climatiques à l'échelle du globe terrestre. Les recherches s'orientent autour de trois domaines d'études : climat et fonctionnement des écosystèmes ; biologie des adaptations et écologie évolutive ; dynamique des territoires de montagne,. La station alpine Joseph Fourier accueille également des chercheurs du monde entier. En 2017, le directeur du Jardin du Lautaret précise à un journal : « nous rendons service à la recherche, ce n’est pas nous qui la menons ».
Le site est ouvert à toutes disciplines de recherche et ne se limite pas à celles liées aux plantes. Parmi les recherches ayant trait à l'étude du changement climatique,, « Alpages volants », recherche du Laboratoire d'écologie alpine (Leca), permet l'étude des conséquences sur une prairie alpine d'un réchauffement de 3 °C : le dispositif employé pour ce faire est le déplacement de morceaux de prairie de haute altitude (2 450 m) 500 m plus bas et le suivi des évolutions ayant lieu ensuite (aussi bien à propos des plantes que des micro-organismes présents dans le sol ou des insectes),,,,,,. Cette étude permet également d'observer la concurrence entre espèces, en lien avec ces changements, certaines espèces se déplaçant progressivement en altitude en fonction du climat,. Par ailleurs, en 2016, des plantes aux environs du jardin sont également étudiées, dans un partenariat avec le département de pharmacochimie moléculaire de Grenoble, dans le but de rechercher des molécules pouvant profiter à la santé des humains. Depuis 2016 également, un autre type de recherche est effectué sur les marmottes,. En 2017, débute le projet scientifique Alpaga, qui vise à étudier les microalgues d'altitude qui se développent sur des surfaces enneigées et prennent une teinte rouge au printemps, surnommée « sang des glaciers ». En 2019, plus de trente projets de recherche scientifique se déroulent en lien avec le jardin du Lautaret, qui accueille en un an plus d'une centaine de chercheurs.
Ce lieu est concerné aussi par la diffusion des savoirs au grand public et propose pour ce faire des conférences scientifiques ouvertes au grand public, l'édition des Cahiers du Lautaret, des expositions et des résidences d'artistes, et participe à de nombreux événements, locaux comme internationaux.
La structure fait également partie du Réseau Nature science environnement (NSE), créé en 2019, qui est une association regroupant plusieurs structures importantes du Grand Briançonnais liées au tourisme scientifique, et cela dans la volonté de proposer ce type d'activités y compris pour des populations habitant habituellement sur le territoire où existent ces structures. Parmi les activités proposées dans ce cadre par le jardin du Lautaret, se trouve une expérimentation tirant parti de l'écovolontariat scientifique : celle-ci se déroule dans des refuges de montagne (refuge de l'Alpe de Villar-d'Arène, refuge du Pavé) et les écovolontaires participent au recueil de données pour la recherche. Cette expérimentation, coordonnée par le NSE, a un financement du programme européen « Leader » et comporte aussi bien des recueils de données sur des éléments d'écologie et biodiversité que sur des éléments relatifs à l'évolution de pratiques humaines dans les lieux concernés.
Depuis la création des jardins alpins, un service d'échanges de graines existe : le jardin du Lautaret y participe dès sa création,,,.

## Réseaux et partenariats scientifiques
Le Jardin du Lautaret dépend d'une cotutelle de l'Université Grenoble Alpes et du Centre national de la recherche scientifique (CNRS) depuis 2005. Membre de l'Observatoire des sciences de l'univers de Grenoble (OSUG), il collabore avec d'autres laboratoires qui en sont également membres : le  Laboratoire écosystèmes et sociétés en montagne (LESSEM), le Laboratoire d'écologie alpine (LECA), l'Institut des sciences de la terre (IsTerre), le Laboratoire environnement, dynamiques et territoires de montagne (Edytem), l'Institut des géosciences et de l'environnement (IGE), et le Centre alpin de recherche sur les réseaux trophiques des écosystèmes limniques (CARRTEL).
Le Jardin fait également partie d'autres réseaux scientifiques : la Zone atelier Alpes (« Étude des trajectoires et du fonctionnement des socio-écosystèmes de montagne »), l'infrastructure de recherche « Analysis and experimentation on ecosystems » (AnaEE), l'infrastructure européenne « Long term for socio-ecological research » (eLTER) — l'un des réseaux mondiaux de recherche écologique à long terme —, le Réseau national des stations d'écologie expérimentales (RéNSEE), et l'infrastructure « Integrated carbon observation system » (Icos).
Le Jardin du Lautaret a aussi des partenariats internationaux avec des laboratoires tels que : l'Institut Max Planck Cologne (Allemagne), l'Université de Fribourg (Allemagne), l'Université de Marbourg (Allemagne), l'« Institute of Botany of the Czech Academy of Sciences – Trebon » (République Tchèque), la « Babeș-Bolyai University, Faculty of Biology and Geology, A. Borza Botanic Garden » (Roumanie) et l'Université de Lund (Suède). D'autres laboratoires français font aussi partie de ses partenaires : le Centre d’études de la neige (CEN) du Centre national de recherches météorologiques (CNRM), le Département de pharmacologie moléculaire de Grenoble (DPM), le Laboratoire écologie, systématique et évolution (ESE), le Laboratoire de physiologie cellulaire et végétale (LPCV) et le Laboratoire de sciences sociales « Pacte ».
Au début des années 2020, le col du Lautaret fait partie des trois sites pilotes choisis pour le programme national français « Terra forma »,. Le Jardin du Lautaret, qui comportait déjà des installations d'observation, accueille pour cela à partir de 2024 de nouveaux capteurs intelligents (certains de ceux-ci rassemblant des données météorologiques) et un réseau de communication spécifique,,. Les deux autres sites pilotes sont situés en Gascogne et en Bretagne, l'ensemble des trois sites représente trois milieux différents,. Les observations concernent les écosystèmes et leurs relations aux sociétés humaines, tout en contribuant à la recherche scientifique sur les changements environnementaux,. Les données issues des mesures par les capteurs seront mises au service de recherches scientifiques, mais aussi potentiellement à des services de la société tels que des services de gestion territoriaux, des organismes de formation, des associations, etc.,. Le programme Terra forma comporte les équipements matériels, mais aussi une optique de recherche interdisciplinaire (nourrie également par les sciences humaines et sociales, par exemple), avec un choix d'échelles de travail spécifiques et des relations entre scientifiques et acteurs des territoires sur lesquels se déroulent les recherches,. Il a également une composante de transmission des enjeux des recherches effectuées vers le grand public.

## Publications
La station alpine Joseph Fourier, à laquelle appartient le jardin alpin, édite et commercialise des ouvrages en lien avec ses travaux et sa mission de diffusion des connaissances. Parmi ceux-ci, la collection Dominique Villars (illustrations botaniques) :
- Serge Aubert et Philippe Danton, Jardin alpin du Lautaret, Collection Dominique Villars, Premier catalogue : L'illustration botanique en résidence au Jardin alpin du Lautaret, vol. Premier catalogue, Grenoble, Station alpine Joseph Fourier, 2009.
- Serge Aubert et Philippe Danton, Jardin alpin du Lautaret, Collection Dominique Villars, Deuxième catalogue : L'illustration botanique en résidence au Jardin alpin du Lautaret, vol. Deuxième catalogue, Grenoble, Station alpine Joseph Fourier, 2012.

Parmi les ouvrages de la collection Les Cahiers illustrés du Lautaret,, :
- Jacky Girel, Fabien Quetier, Alain Bignon et Serge Aubert, Histoire de l’agriculture en Oisans : Haute Romanche et pays faranchin : Villar d'Arène, Haute-Alpes, Grenoble, Station alpine Joseph Fourier, coll. « Les Cahiers illustrés du Lautaret » (no 1), 2010, 78 p. (ISBN 978-2-9535562-0-9, BNF 42279970)
- Serge Aubert, Stéphane Bec, Philippe Chobert et al., Découverte botanique de la région du Lautaret et du Briançonnais : Partie 1, Éléments d'écologie alpine à l'usage des curieux, amateurs et étudiants, Grenoble, Station alpine Joseph Fourier, coll. « Les Cahiers illustrés du Lautaret » (no 2, 1), 2011, 80 p. (BNF 42452151)
- Serge Aubert, Rolland Douzet, Olivier Manneville et al., Découverte botanique de la région du Lautaret et du Briançonnais : Partie 2, Excursions botaniques à l'usage des curieux, amateurs et étudiants, Grenoble, Station alpine Joseph Fourier, coll. « Les Cahiers illustrés du Lautaret » (no 2, 2), 2011, 75 p. (BNF 42452162)
- Jean-Louis Latil, Hervé Cortot, Christopher Carcaillet et al., Les tufs du col du Lautaret : patrimoine, botanique et géologie : 14000 ans d'histoire, Grenoble, Station alpine Joseph Fourier, coll. « Les Cahiers illustrés du Lautaret » (no 3), 2012, 71 p. (BNF 42780951)[9]
- Serge Aubert et Alain Bignon, 150 ans de tourisme au col du Lautaret : le rôle de la Compagnie de chemin de fer Paris-Lyon-Méditerranée et du Touring-Club de France dans les Alpes, Grenoble, Station alpine Joseph Fourier, coll. « Les Cahiers illustrés du Lautaret » (no 4), 2013, 79 p. (BNF 43611782)
- Ces bonnes choses que l'on mange et savoure en Haut-Oisans[11]
- Scott and Charcot at the col du Lautaret[11]
- Insectes du Lautaret : exemples de relations avec les plantes[11]
- Histoire de l'exploitation des ressources géologiques en Haute Romanche[11]
- Bernard Francou, Xavier Bodin et Vincent Jomelli, Éboulis et glaciers rocheux de la combe de Laurichard (col du Lautaret, Hautes-Alpes) : à quelle vitesse se détruisent les montagnes ?, Grenoble, Station alpine Joseph Fourier, coll. « Les Cahiers illustrés du Lautaret » (no 9), 2020[70]. Cet ouvrage traite notamment d'études scientifiques menées sur le glacier rocheux de Laurichard durant quatre décennies[71].

Par ailleurs, de nombreuses publications scientifiques sont parues en lien avec le Jardin alpin.

## Hommages
En 2024, un timbre postal est édité en hommage au Jardin du Lautaret.

## Le monument en hommage à l'explorateur polaire Robert Falcon Scott
Robert Falcon Scott (1868-1912), explorateur britannique, mène en mars 1908, avec le médecin, sportif et explorateur français Jean-Baptiste Charcot, des expérimentations au col du Lautaret en préparation de l'expédition Terra Nova en Antarctique,,. Scott meurt au cours du retour de l'expédition, qui avait atteint le pôle sud (quelques jours seulement après l'explorateur Roald Amundsen). En 1913, Charcot et les membres des expéditions antarctiques françaises de 1903-1905 et 1908-1910 font ériger au Lautaret un monument en hommage à Scott et à ses compagnons d'expédition morts : en forme de cairn, celui-ci est bâti dans le Jardin du Lautaret, avec la participation de Marcel Mirande, qui planifie et supervise la construction, et de trois personnes qui réalisent le monument. Le Jardin est responsable de la surveillance et l'entretien du monument. Le cairn, financé par Mirande, comporte une plaque commémorative offerte par Charcot. Le monument, construit en août 1913, est inauguré le 5 février 1914 en présence de 200 personnes venues de Grenoble et de Briançon. Parmi les personnes présentes à la cérémonie d'inauguration, se trouvent de nombreuses personnalités : des explorateurs et des scientifiques, des personnalités politiques, administratives ou militaires, ainsi que des membres de sociétés liées à l'alpinisme et au tourisme dans les Alpes. Le cairn, en forme de pyramide, est bâti en pierres et surmonté d'un mat faisant office de porte-drapeau ; il mesure 3 mètres de hauteur et se place sur un carré de 3 mètres de côtés. Il est placé en fonction des points cardinaux.
La construction de la route du Galibier entraîne le déplacement du Jardin du Lautaret (entre 1916 et 1919) et du monument en hommage à Scott et ses compagnons morts (démoli et reconstruit à son nouvel emplacement en septembre 1921, en respectant son orientation liée aux quatre points cardinaux (mais avec un quart de tour permettant de placer la plaque au sud au lieu de l'est afin de la rendre facilement visible par les visiteurs du jardin lorsqu'ils sont dans le chalet) et en réemployant une partie des matériaux initiaux).